# Ixora moorensis
Ixora moorensis là một loài cây bụi nhỏ của họ Rubiaceae. Nó là loài đặc hữu của hòn đảo Moorea lãnh thổ Polynésie thuộc Pháp, trong tên gọi hai phần của loài cũng nói lên điều này.